# Tarai
Tarai ali Teraï (nepalsko तराई, tarāī) pomeni vlažno zemljo in se nanaša na rodovitne ravnice, ki se raztezajo južno od Himalaje v Indiji, Nepalu in Butanu od Yamune na zahodu do Brahmaputre na vzhodu. Med Tarai in pravo Visoko Himalajo ležijo Bhabhar, Siwalik in Nizka Himalaja.
Tarai je združena z Duarji (bengalsko: ডুয়ার্স) vzhodnega dela do skupne WWF ekoregije, savane in travišč.

## Tarai v Nepalu
Široka 25 do100 km, nekaj sto metrov nadmorske višine, ki leži nizko, se razteza vzdolž približno 800 km dolge meje z Indijo. Tarai s tropskim do subtropskim monsunskim podnebjem je najtoplejši in najbolj namočen del države, ter predstavlja 17 % ozemlja Nepala. Tu živi 47 % prebivalstva. Približno 18 % ozemlja Nepala se uporablja za kmetijstvo, od tega je več kot polovica (53 %) v regiji Tarai.

## Zgodovina
Dolgo časa so bili veliki deli Taraija, pokriti z deževnim gozdom in slonovo travo, težko za  naselitev. Verjetno izven Zahodne Indije so se Tharu tu naselili že v 16. stoletju. Zaradi skrajne nevarnosti zaradi malarije, so se drugi komaj drznili naseliti. Nepalska vlada je šele leta 1950 začela izvajati obsežen program nadzora nad malarijo. Hkrati so se gospodarske razmere v gorah drastično poslabšale, tako da so se mnogi revni kmetje preselili v Tarai. Prebivalstvo je hitro raslo. Da bi ustvarili nova naselja so bili veliki deli gozdov očiščeni z DDT. Medtem ko je v Nepalu skupna letna rast prebivalstva 2,6 %, je stopnja rasti v Tarai 4 %, zaradi priliva indijskih priseljencev; v gorskih regijah je le 1,2 %.

## Pomembni kraji
Lumbini, ki je v okrožju Rupandehi, je rojstni kraj Sidarte Gautame, poznejšega Bude. Tukaj so skulpture, ostanki Ašokinega stebra in ruševine starega samostana. Lumbini je bil leta 1997 razglašen za območje Unescove svetovne dediščine. Le 10 km stran je vas Devadaha, kjer se je rodila Maja, mati princa Sidarte Gautame in njena sestra Mahapajapati Gotami, njegova rejnica.

## Narodni park Čitvan
Narodni park Čitvan, velik 932 km², je bil leta 1973 razglašen za prvi narodni park v Nepalu. Nešteto vrst živali živi v območju džungle, ki je pretežno pokrita z drevesi šoreja -  Shorea robusta, vključno z ogroženimi vrstami, kot so indijski nosorog (Rhinoceros unicornis), bengalski tiger (Panthera tigris tigris) in gangeški gavial (Gavialis gangeticus). Program za zaščito, ki je bil razvit s pomočjo frankfurtskega zoološkega društva, je prispeval k obnovi ogroženih populacij, tako da so bile v tem času živali iz Tarai preseljene v druge narodne parke v Nepalu. Populacija indijskega nosoroga je druga največja na Zemlji. Narodni park Čitvan je od leta 1984 na seznamu Unescove svetovne dediščine.

## Živalstvo
Poleg ogroženih nosorogov, bengalskih tigrov, slonov in gangeških delfinov je v Taraiju veliko sesalcev, kot so leopardi, jeleni, šakali, medvedi, kune, različne opice in dvoživke ter plazilci, kot so kače in gaviali, okoli 500 vrst ptic in več kot 100 vrst rib, številne vrste žuželk in metulji.